# Tokaido (jeu)
Pour l'axe de circulation entre Tokyo et Kobe, voir Tōkaidō.
Tokaido est un jeu de société créé en 2012 par Antoine Bauza, illustré par Naïade (pseudonyme de Xavier Gueniffey-Durin) et édité par Funforge en 2012. Il est inspiré du Tōkaidō, axe de circulation reliant Tokyo, Kyoto, Osaka et Kobe.
Le jeu se joue de 2 à 5 joueurs, à partir de 8 ans, pour des parties durant entre 30 et 45 minutes. Le jeu est complété par deux extensions : Crossroads en 2013 et Matsuri en 2016.

## Thème
Tokaido prend place dans un Japon médiéval, il s’agit de relier les villes de Kyoto à Edô en empruntant une route appelée Tōkaidō.
Le jeu s'inspire de la culture japonaise comme la gastronomie ou les sources chaudes: les Onsen.

## Règles du jeu

### But du jeu
Le but du jeux est d'amasser le plus de points de victoire possible.

### Déroulement
Dans le cas du jeu de base, les joueurs avancent sur un parcours de lieux touristiques à sens unique. C'est toujours au joueur le plus en retard sur la route de jouer.
Chaque lieu peut accueillir un ou plusieurs joueurs simultanément. À son tour, le joueur choisit le lieu où il souhaite s'arrêter et applique l'effet du lieu. 

#### Les lieux et leurs effets
- Panorama : le joueur obtient une partie d'un panorama. Il y a trois types de panoramas, rizière, montagne et mer, comptant respectivement 3, 4 ou 5 parties. La première partie d'un panorama rapporte un point de victoire ; chaque partie suivante vaut 1 point de plus que la précédente. Le premier joueur à compléter un panorama d'un type obtient des points supplémentaires.

- Source chaude : le joueur pioche une carte dans la pile correspondante. Les cartes valent 2 ou 3 points de victoire. À la fin de la partie, le joueur qui a le plus de cartes sources chaudes gagne des points supplémentaires.
- Ferme : le joueur gagne 3 pièces.
- Boutique de souvenirs : le joueur peut acheter jusque 3 souvenirs. Ils coûtent entre 1 et 3 pièces, et sont répartis en 4 catégories. Plus un joueur a de souvenirs de différentes catégories, plus ils valent de points. À la fin de la partie, le joueur qui a accumulé le plus de souvenirs marque des points supplémentaires.
- Temple : le joueur peut faire une offrande de 1 à 3 pièces, lui apportant respectivement 1 à 3 points de victoire en retour. À la fin de la partie, le joueur qui a le plus donné au temple gagne des points supplémentaires.
- Rencontre : le joueur pioche une carte rencontre, ce qui lui donne un bonus aléatoire (des pièces, des points de victoire, une carte panorama, etc.). À la fin de la partie, le joueur ayant fait le plus de rencontres gagne des points supplémentaires.
- Relais : le relais est le seul arrêt obligatoire pour tous les joueurs. Ils peuvent y acheter un repas pour 1 à 3 pièces, mais ne peuvent acheter qu'un repas qu'ils n'ont pas encore acheté depuis le début de la partie. Tous les repas apportent 6 points de victoire, peu importe son prix ; par contre, à la fin de la partie, le joueur qui aura le plus dépensé pour des repas gagnera des points supplémentaires.

## Extensions
- Tokaido : Crossroads, 2013, Funforge
- Tokaido : Matsuri, 2016, Funforge

## Adaptation
Une adaptation en jeu vidéo sous iOS et Android était annoncée pour fin 2016
,.
Le jeu est également disponible sur la plateforme de jeu en ligne BGA. 

## Distinctions

### Nominations
- Golden Geek 2013, catégorie Meilleur artwork
- Golden Geek 2013, catégorie Meilleur jeu familial
- Gioco dell'Anno 2013

## Documentation
- Strafeur, « Xavier Naïade Durin & Philippe Nouhra nous présentent l'univers de Tokaïdo », sur 9emeart.fr, 15 novembre 2016 (consulté en février 2017)